# Niels Petersen
Niels Knudsen Petersen (Copenhaguen, 12 de juliol de 1885 – Søllerød, Rudersdal, Hovedstaden, 29 d'agost de 1961) va ser un gimnasta artístic danès que va competir a començaments del segle xx.
El 1906 va prendre part en els Jocs Intercalats d'Atenes, on va guanyar la medalla de plata en la prova del concurs per equips del programa de gimnàstica.
Dos anys després, als Jocs Olímpics de Londres acabà en quarta posició de la mateixa prova. El 1912, a Estocolm, disputà els seus tercers i darrers Jocs. En ells va guanyar la medalla de bronze en el concurs per equips, sistema lliure del programa de gimnàstica, mentre en el concurs complet individual fou trenta-quatrè.